# Шедд (Орегон)
Шедд (англ. Shedd) — переписна місцевість (CDP) в США, в окрузі Линн штату Орегон. Населення — 213 особи (2020).

## Географія
Шедд розташований за координатами 44°27′29″ пн. ш. 123°6′43″ зх. д. / 44.45806° пн. ш. 123.11194° зх. д. (44.457955, -123.111911).  За даними Бюро перепису населення США в 2010 році переписна місцевість мала площу 3,91 км², уся площа — суходіл.

## Демографія
Згідно з переписом 2010 року, у переписній місцевості мешкали 204 особи в 65 домогосподарствах у складі 47 родин. Густота населення становила 52 особи/км².  Було 69 помешкань (18/км²).
Расовий склад населення:
| - 92,2 % — білих - 1,5 % — чорних або афроамериканців - 1,0 % — корінних американців - 2,5 % — осіб інших рас |

До двох чи більше рас належало 2,9 %. Частка іспаномовних становила 6,4 % від усіх жителів.
За віковим діапазоном населення розподілялося таким чином: 15,2 % — особи молодші 18 років, 73,0 % — особи у віці 18—64 років, 11,8 % — особи у віці 65 років та старші. Медіана віку мешканця становила 41,0 року. На 100 осіб жіночої статі у переписній місцевості припадало 164,9 чоловіків;  на 100 жінок у віці від 18 років та старших — 174,6 чоловіків також старших 18 років.
За межею бідності перебувало 23,0 % осіб, у тому числі 0,0 % дітей у віці до 18 років та 50,0 % осіб у віці 65 років та старших.
Цивільне працевлаштоване населення становило 41 осіб. Основні галузі зайнятості: публічна адміністрація — 36,6 %, оптова торгівля — 31,7 %, будівництво — 31,7 %.